# حليب المارينز
حليب المارينز هي رواية للكاتب العراقي عواد علي أنجزها في كندا بين عامي 2003ـ 2006، يوم دخول المارينز بغداد، وإسقاطهم تمثال صدام حسين في ساحة الفردوس، وتكشف عن تداعيات الاحتلال في نفوس شخصيات الرواية وانعكاسه علي مواقفها، وتأثير ما نتج عنه من كوارث علي بعض منها. تؤرخ الرواية لأصعب مرحلة مرّ ويمرّ بها العراق.

1. ↑  http://lahona.moheet.com/show_news.aspx?nid=129749&pg=12%5Bوصلة+مكسورة%5D